# Claudelater
Claudelater is een geslacht van kevers uit de familie  
kniptorren (Elateridae).
Het geslacht is voor het eerst wetenschappelijk beschreven in 1970 door Cobos.

## Soorten
Het geslacht omvat de volgende soorten:
- Claudelater fernandopooensis Cobos, 1970
- Claudelater flavifrons (Schwarz, 1903)
- Claudelater lamtoensis Girard, 1971
- Claudelater venustus Girard, 2003